# Diogmites duillius
Diogmites duillius är en tvåvingeart som först beskrevs av Walker 1849.  Diogmites duillius ingår i släktet Diogmites och familjen rovflugor. Inga underarter finns listade i Catalogue of Life.